# دهستان سائوگا
دهستان سائوگا (به لاتین: Sauga Parish) یک دهستان در استونی است که در شهرستان پارنو واقع شده‌است.

## خصوصیات
دهستان ساوگا ۱۶۴٫۸ کیلومترمربع مساحت و ۲٬۵۶۴ نفر جمعیت دارد.